# Mistrzostwa Nowej Zelandii w Lekkoatletyce 2010
Mistrzostwa Nowej Zelandii w Lekkoatletyce 2010 – zawody lekkoatletyczne, które odbyły się w Christchurch 26–28 marca.
Obok rywalizacji seniorów odbywały się także mistrzostwa kraju w kategorii juniorów oraz kadetów. W mistrzostwach kadetów Jacko Gill ustanowił wynikiem 20,88 rekord Australii i Oceanii w tej kategorii wiekowej w pchnięciu kulą (5 kg), a w skoku o tyczce kobiet Kerry Charlesworth ustanowiła rekord Nowej Zelandii w kategorii kadetek i juniorek uzyskując wynik 4,00 m – o 41 cm lepszy niż złota medalistka w rywalizacji seniorek.

## Rezultaty

### Mężczyźni

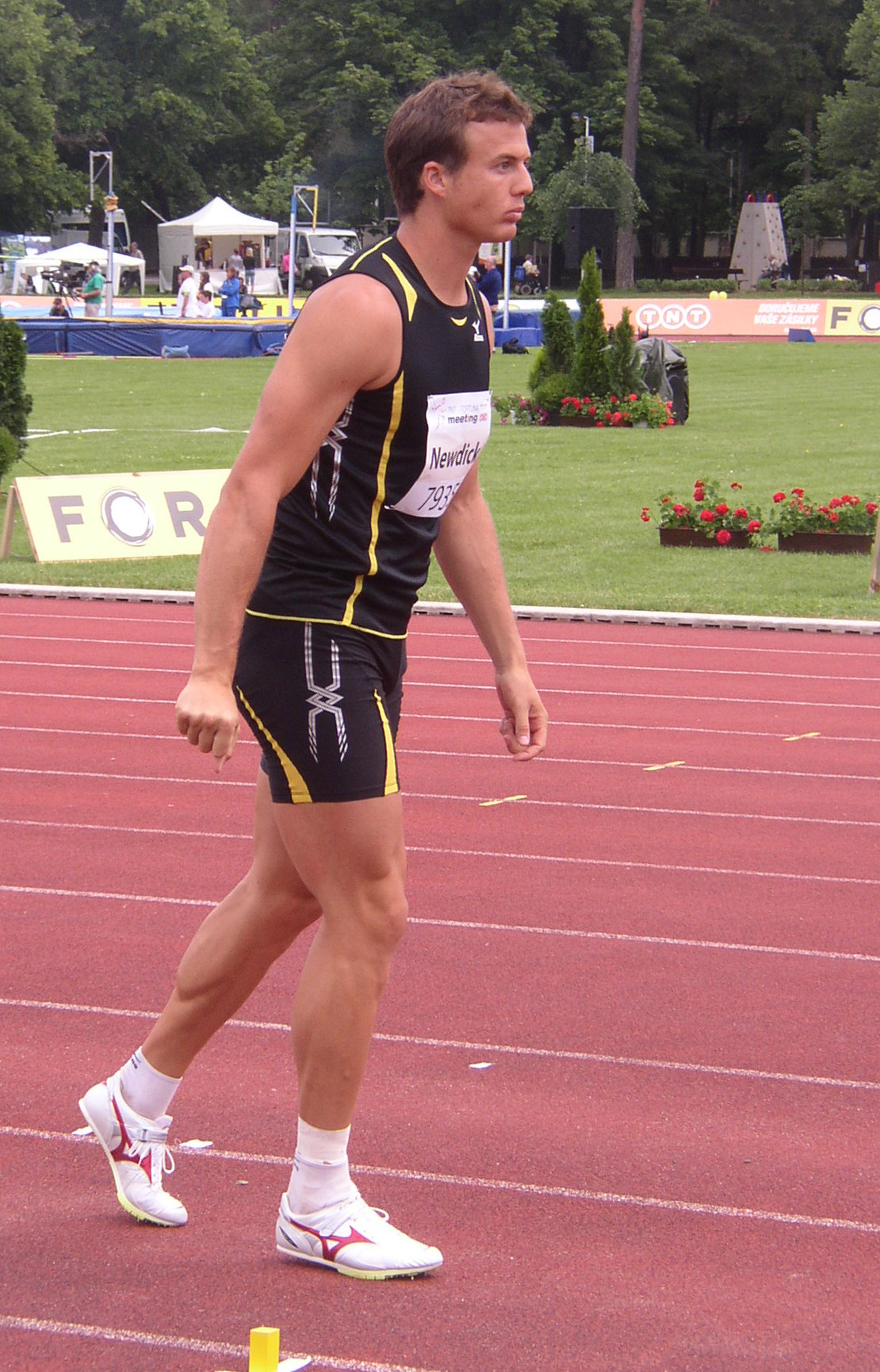
Multimedalista Brent Newdick

| Konkurencja:                  | 1. miejsce         | Rezultat |
| bieg na 100 m                 | Carl Van Der Speck | 10,45    |
| bieg na 200 m                 | James Dolphin      | 21,03    |
| bieg na 400 m                 | Tim Jones          | 48,43    |
| bieg na 800 m                 | Geoff Harris       | 1:52,72  |
| bieg na 1500 m                | Hamish Carson      | 3:51,19  |
| Bieg na 5000 m                | Matt Smith         | 14:15,43 |
| Bieg na 3000 m z przeszkodami | Neville Smith      | 9:05,42  |
| Bieg na 110 m przez płotki    | Brent Newdick      | 14,73    |
| Bieg na 400 m przez płotki    | Daniel O’Shea      | 53,43    |
| Chód na 3000 m                | Quentin Rew        | 12:31,64 |
| chód na 20 km                 | Quentin Rew        | 1:32:20  |
| Skok wzwyż                    | Billy Crayford     | 2,05     |
| Skok o tyczce                 | Brent Newdick      | 4,67     |
| Skok w dal                    | Frédéric Erin      | 7,31     |
| Trójskok                      | Brent Newdick      | 14,17    |
| Pchnięcie kulą                | Daniel Kilama      | 16,45    |
| Rzut dyskiem                  | Marshall Hall      | 48,79    |
| Rzut młotem                   | Phil Jensen        | 62,53    |
| Rzut oszczepem                | Stuart Farquhar    | 78,07    |

### Kobiety

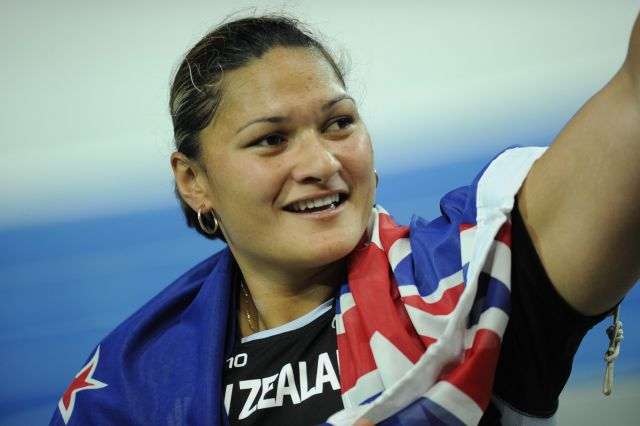
Kulomiotka Valerie Vili

| Konkurencja:                  | 1. miejsce        | Rezultat |
| bieg na 100 m                 | Anna Smythe       | 11,61    |
| bieg na 200 m                 | Andrea Koenen     | 23,84    |
| bieg na 400 m                 | Joanne Cuddihy    | 52,84    |
| bieg na 800 m                 | Nikki Hamblin     | 2:09,59  |
| bieg na 1500 m                | Nikki Hamblin     | 4:22,14  |
| Bieg na 5000 m                | Jessica Ruthe     | 15:57,30 |
| Bieg na 3000 m z przeszkodami | Fiona Crombie     | 10:20,97 |
| Bieg na 100 m przez płotki    | Sarah Cowley      | 14,35    |
| Bieg na 400 m przez płotki    | Annmarie Spragg   | 1:02,97  |
| Chód na 3000 m                | Kate Newitt       | 13:44,53 |
| chód na 20 km                 | Kate Newitt       | 1:42:15  |
| Skok wzwyż                    | Sarah Cowley      | 1,79     |
| Skok o tyczce                 | Leanna Carriere   | 3,59     |
| Skok w dal                    | Marissa Pritchard | 6,07     |
| Trójskok                      | Marissa Pritchard | 12,47    |
| Pchnięcie kulą                | Valerie Vili      | 19,60    |
| Rzut dyskiem                  | Beatrice Faumuina | 57,54    |
| Rzut młotem                   | Hardeep Kaur      | 57,10    |
| Rzut oszczepem                | Hannah Blair      | 47,80    |

## Wieloboje
Mistrzostwa Nowej Zelandii w wielobojach rozegrano 13 i 14 lutego w Hamilton.

### Mężczyźni
| Konkurencja:  | 1. miejsce     | Rezultat  |
| Dziesięciobój | Keisuke Ushiro | 7711 pkt. |

### Kobiety
| Konkurencja: | 1. miejsce      | Rezultat  |
| Siedmiobój   | Rebecca Wardell | 5911 pkt. |